# Séverine Lathuillière
Séverine Lathuillière Pinkasfeld est une réalisatrice et une productrice de cinéma française.

## Biographie
De formation universitaire (Doctorat Lettres Modernes/Arts du Spectacle-Paris X) Séverine Lathuillière Pinkasfeld a un parcours transversal complet. Réalisatrice et Productrice pendant dix ans pour les Ateliers de Création de Radio France : Pablo Casals, Vinylmania, Nos Bandes Originales, Bol d’air - 3 minutes pour la planète,  Le petit journal de MAI 68… diffusés sur France Inter, France Culture, France Musique, France Bleu. Parallèlement, elle met en scène différents spectacles où elle mêle théâtre et cinéma. Elle poursuit également un travail de vidéaste qui s’expose dans différents lieux d’art contemporain. L’hybridation des techniques est la base de son travail artistique. Elle fonde Naia Productions avec Philippe Aigle en 2009.

## Théâtre
- 2006 : Patty Diphusa d'après Pedro Almodóvar, mise en scène de Séverine Lathuillière

## Filmographie (sélection)
- 2003 : Le Mystère des sources du Nil de Stéphane Bégoin (voix)
- 2010: La Marche de Simon Rouby (auteur)
- 2013: Bachelot-Caron / Out of Eden de Séverine Lathuilliere Pinkasfeld
- 2019: Gilles Caron, Le Conflit Intérieur de Séverine Lathuillière Pinkasfeld
- 2015 : Adama de Simon Rouby (productrice)
- 2017: Pablo de Julien Carpentier (productrice)
- 2019 : Maguy Marin L'Urgence d'Agir de David Mambouch (productrice)
- 2021: MAY B de David Mambouch (productrice)

## Distinctions

### Nominations
- César 2016 : César du meilleur film d'animation pour Adama